# ظواهر (فیلم)
ظواهر (انگلیسی: Appearances) یک فیلم صامت در ژانر درام به کارگردانی دونالد کریسپ است که در سال ۱۹۲۱ منتشر شد. از بازیگران آن می‌توان به دیوید پاول اشاره کرد. آلفرد هیچکاک طراح تیتراژ این فیلم بوده‌است. این فیلم در حال حاضر یک فیلم گمشده است.